# Baía Formosa (kommun)
Baía Formosa är en kommun i Brasilien.   Den ligger i delstaten Rio Grande do Norte, i den östra delen av landet, 1 700 km nordost om huvudstaden Brasília. Antalet invånare är 8 569.
Följande samhällen finns i Baía Formosa:
- Baía Formosa

Omgivningarna runt Baía Formosa är en mosaik av jordbruksmark och naturlig växtlighet. Runt Baía Formosa är det ganska glesbefolkat, med 32 invånare per kvadratkilometer.